# Casta invencible
Casta invencible (títol original en anglès: Sometimes a Great Notion) és una pel·lícula estatunidenca dirigida per Paul Newman, estrenada el 1970. El guió és basat en la novel·la de Ken Kesey. Ha estat doblada al català.

## Argument
Una família de llenyataires d'Oregon, per l'impuls del seu cap Henry Stamper (Henry Fonda), entra en conflicte amb la població local negant-se a associar-se a la vaga general de la professió. La tensió és al màxim quan torna a casa el fill segon de la família, que treu a la superfície penosos records familiars.

## Repartiment
- Paul Newman: Hank Stamper
- Henry Fonda: Henry Stamper
- Lee Remick: Viv Stamper, la dona de Hank
- Michael Sarrazin: Leland Stamper
- Richard Jaeckel: Joe Ben Stamper
- Linda Lawson: Jan Stamper, la dona de Joe Ben
- Cliff Potts: Andy Stamper
- Sam Gilman: John Stamper
- Joe Maross: Floyd Evenwrite
- Lee de Broux: Willard Eggleston
- Jim Burk: Biggy Newton
- Roy Jenson: Howie Elwood
- Hal Needham

## Premis i nominacions

### Nominacions
- 1972: Oscar al millor actor secundari per Richard Jaeckel
- 1972: Oscar a la millor cançó per Henry Mancini (música) i Alan Bergman (lletra) per la cançó "All His Children"